# Козелець
Козелець[⇨] — селище в Україні, центр Козелецької селищної громади Чернігівського району Чернігівської області. Розташоване на березі річки Остер, поряд з автотрасою E95 (Київ — Чернігів), E101М01 та E381. Населення — 7,5 тисяч мешканців.

## Назва
Існує кілька версій походження назви Козелець. Одна з них стверджує, що назва містечка походить від козельців — польових квітів, які навесні вкривають береги Остра. Інша версія пояснює назву через термін «козел», який означає глибокий вир або яму в річці. Менш імовірною є теорія, що назва походить від слова «козел» у значенні цапа, однак ще існує припущення, що назва могла виникнути від прилеглого лісу, який називали давньоруським словом «козелес», оскільки в ньому водилося багато диких кіз.
Побутують два варіанти наголосу: Козе́лець і Козеле́ць.

## Символіка
Герб Козельця — срібний козел із золотими рогами та ратицями і золотою кулею з хрестом на спині. Прапор Козельця — зелено-блакитно-жовте полотнище з виділенням білого квадрату в горішньому лівому куті на дві третини ширини прапора.

## Історія

### Заснування
Відомий з XVII століття як укріплене місто, що входило до складу Речі Посполитої. 

Будинок райради (2008)

На «Спеціальному та докладному плані України…» де Боплана (1650) та на пізніших мапах позначено як Kesellze.
Особливо відомим Козелець став з початку XVII ст. На цей час місто уже значиться як досить важливий та надійно укріплений пункт на східних рубежах Речі Посполитої, до складу якого воно входило. У цей час високого рівня тут досягла культура землеробства та пов'язані з нею сировинні й переробні галузі, особливо млинарство. Проте вільний та повноцінний розвиток народу гальмувався соціальним гнітом, якого зазнавали найширші верстви населення. До того ж, чим далі він підсилювався ще й національним та релігійним визисками. Особливо виснажливими та морально нестерпними були військові постої й примусове окатоличення. Тому в селянсько-козацьких повстаннях проти польської шляхти у 20–З0-х роках XVII ст. населення брало найактивнішу участь. Могутня енергія народної стихії знайшла своє вивільнення у ході Визвольної війни українського народу 1648–1657 років. Козелець став сотенним містом. У складі Київського полку сотня відзначалася мужністю й героїзмом у найважливіших битвах: під Пилявцями, Берестечком, Батогом та ін. Вагомий внесок у справу визвольної боротьби було гідно оцінено гетьманом. Грамотою від 1656 року Богдан Хмельницький надавав Козельцю Магдебурзьке право. Це право підтверджувалося і російським урядом, що було дуже важливим у справі захисту від феодального свавілля. Магдебурзьке право надавало можливість створювати органи самоврядування, обирати магістрат на чолі з війтом, підлеглому тільки гетьманові.
З 1708 року Козелець стає центром управління Київського полку. Цей статус, а також розвиток ремесел і торгівлі спричинили швидке зростання та розширення самого міста. Часи особливого піднесення міста припадають на 70-ті роки XVIII ст. Безперечно, цьому сприяв стрімкий соціальний злет уродженця цих місць Олексія Розумовського, що походив з українського козацького роду Розумів. Він народився в селі Лемеші Київського полку.

### Хронологія
З 1649 р. — центр Козелецької сотні Київського полку.
1656 — надане магдебурзьке право.
1662 — тут відбулася козацько-старшинська рада, на якій було обрано гетьманом України Якима Сомка.
1679 — місто зруйноване кримськими татарами.
У 1708 до Козельця переведено полкове управління Київського полку — тут жили полковник та інша козацька старшина, місто залишалось адміністративним центром полку до 1781.
З 1782 — повітове місто Київського намісництва, 1797 — Малоросійської, 1802 — Чернігівської губернії.
У 1752 була заснована козелецька лікарня, з 1765 діяла кінна пошта.
У середині XVIII століття виникають фабрики: 4 шкіряні та одна сально-шкіряна.
Весною 1846 в місті побував Тарас Шевченко, коли за завданням Археографічної комісії подорожував, аби замалювати архітектурні й історичні пам'ятки Чернігівщини. У повісті «Княгиня» описав Козелець і його архітектурну пам'ятку собор Різдва Богородиці.
У 1866 — 441 двір, 4 459 жителів, повітове та парафіяльне училища, тютюнова фабрика, 2 цегляні заводи, проходило 5 ярмарків на рік; 1897 — 638 дворів, 5786 жителів.
На початку XX століття в Козельці діяли 3 початкові школи, чоловіча гімназія (1912), жіноча прогімназія (1914), Козелецьке вище початкове училище (1913).
У 1906—1916 виходив щотижневик «Листок объявлений Козелецкого уездного земства».
Під час організованого радянською владою Голодомору 1932—1933 померло щонайменше 145 жителів селища.
29 вересня 1943 нацистські сили вибиті з Козельця радянськими військами.
8 квітня 2017 Патріарх Київський і всієї Руси-України Філарет в Козельці здійснив освячення престолу і першу Божественну літургію Вознесенського храму.
6 березня 2022 року у межах вторгнення Росії, що розпочалося наступного дня опісля легалізації територіальних центрів комплектування та соціальної підтримки в Україні, у пілотному проекті щодо якого місцевий ТЦК та СП брав безпосередню участь ще у 2017 році, Міністерство оборони Росії спрямувало на селище понад 100 одиниць озброєння, зокрема ТОС-1 «Буратіно».

## Політика

### Парламентські вибори, 2019
На позачергових парламентських виборах 2019 року у селищі функціонували 6 окремих виборчих дільниць.
Результати
- зареєстровано 6467 виборців, явка 56,08%, найбільше голосів віддано за «Слугу народу» — 43,99%, за Всеукраїнське об'єднання «Батьківщина» — 15,17%, за «Європейську Солідарність» — 7,37%[20]. В одномандатному окрузі найбільше голосів отримав Борис Приходько (самовисування) — 25,31%, за Дмитра Пахомова (Слуга народу) — 21,87%, за Сергія Коровченка (самовисування) — 19,85%[21].

## Історичні пам'ятки
- Собор Різдва Богородиці (1753–1766).
- Садиба «Покорщина» (18 століття).
- Миколаївська церква (1784).
- Будинок полкової канцелярії (1756–1760).
- Вознесенська церква (1866–1864). Діє як храм Православної церкви України. Музей історії ткацтва Чернігівщини перенесено за іншою адресою вул. Соборності, Козелець, Чернігівської області 17000

## Населення

### Чисельність населення[22]
| 1897  | 1959  | 1979  | 1989  | 2001  | 2016  | 2020  | 2022  |
| ----- | ----- | ----- | ----- | ----- | ----- | ----- | ----- |
| 5,141 | 5,774 | 8,416 | 9,545 | 8,916 | 8,142 | 7,758 | 7,496 |

### Мова
Розподіл населення за рідною мовою за даними перепису 2001 року:
| Мова              | Кількість | Відсоток |
| ----------------- | --------- | -------- |
| українська        | 8431      | 96.24 %  |
| російська         | 286       | 3.27 %   |
| вірменська        | 25        | 0.29 %   |
| білоруська        | 9         | 0.10 %   |
| румунська         | 3         | 0.03 %   |
| кримськотатарська | 2         | 0.02 %   |
| інші/не вказали   | 4         | 0.05 %   |
| Усього            | 8760      | 100 %    |

## Персоналії
- Бабко Юрій Васильович — український історик, дослідник діяльності Комуністичної партії України.
- Богомолець Євстафій Федорович — бургомістр Козельця (1789 р.). Прямий пращур академіка Олександра Богомольця (1881—1946) і засновниці історико-культурного комплексу «Замок Радомисль[24]», доктора Ольги Богомолець (нар. 1966)
- Ващенко Костянтин Ілліч — український радянський учений у галузі ливарного виробництва.
- Карасик Владлен Михайлович — народний депутат України.
- Кізимовська Ольга Василівна — український режисер із монтажу.
- Левітанський Юрій Давидович — російський поет та перекладач.
- Моргунець-Ісаєнко Олеся Олександрівна — українська режисерка, продюсерка, режисерка монтажу, сценаристка.
- Неговський Володимир Олександрович — радянський патофізіолог, доктор медичних наук, академік.
- Неговський Микола Олександрович — український науковець-селекціонер, агроном, генетик рослин, доктор біологічних наук.
- Онищенко Віктор Павлович — Герой Радянського Союзу
- Пашковський Володимир Ігорович — український байкар та поет.
- Политанський Кирило — духівник, святий мученик, канонізований Грецькою православною церквою.
- Рак Владислав Миколайович — матрос Збройних сил України, учасник російсько-української війни.
- Рань Олекса — український поет, прозаїк, журналіст.
- Савченко Василь Спиридонович — український громадський діяч.
- Сікан Віталій Миколайович — солдат Збройних Сил України, учасник російсько-української війни, що загинув у ході російського вторгнення в Україну в 2022 році.
- Стабовий Георгій Михайлович — український кінорежисер.
- Тарах-Тарловський Кирило Миколайович — духівник Катерини II, відомий в історії як «Дикий піп».
- Тьомкін Айзик — член Української Центральної Ради.
- Цирельсон Лейб Мойсеєвич — рабин, видатний єврейський релігійний діяч.
- Павлова Марія Василівна  — радянський палеонтолог та палеозоолог.
- Шостак Анатолій Вікторович — український науковець.

## Галерея

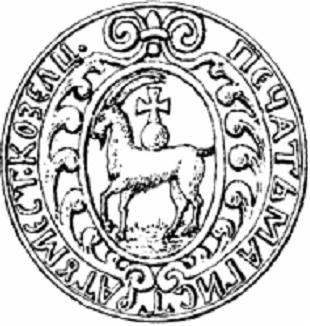
Печатка Козельця (1698)
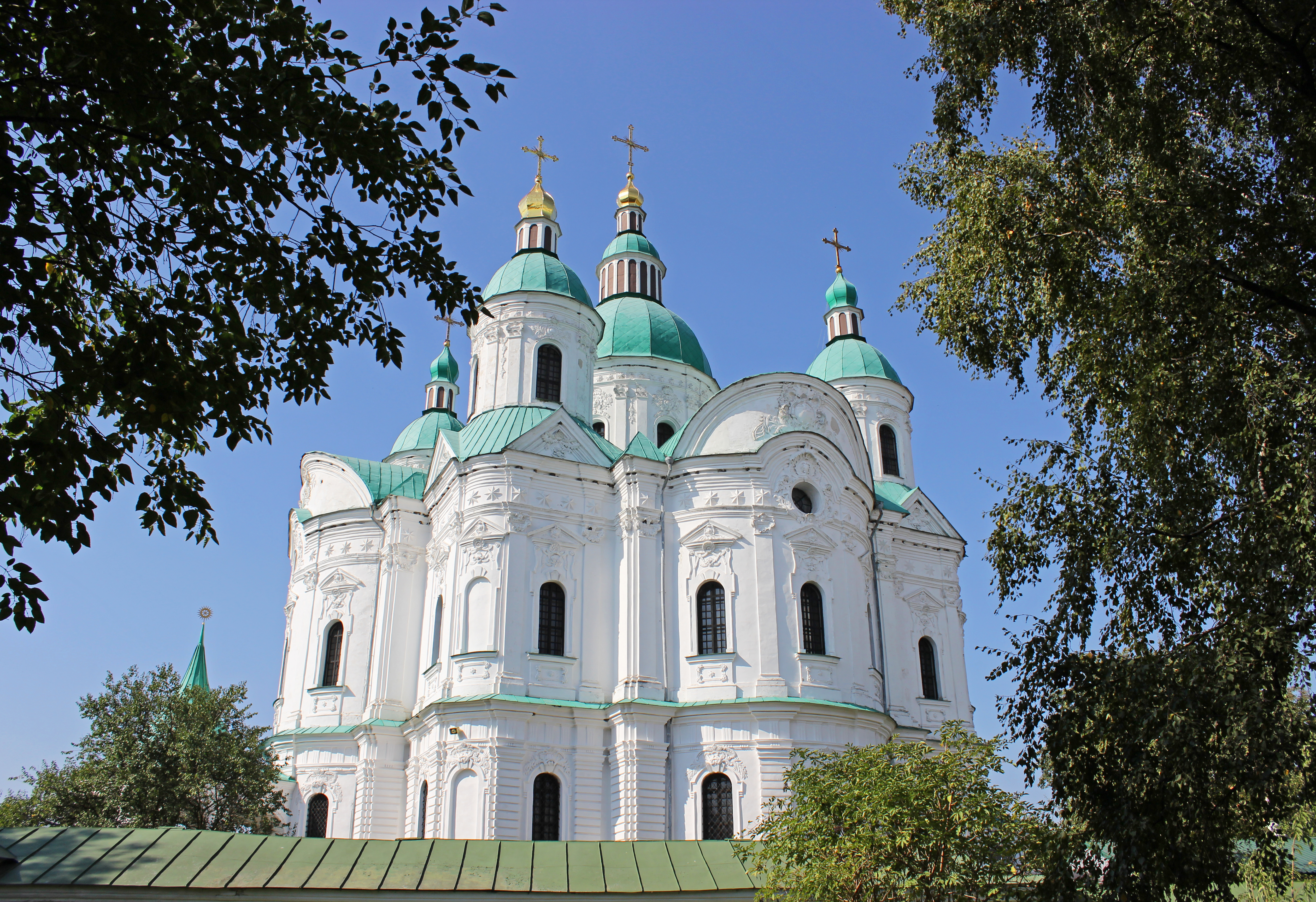
Собор Різдва Богородиці
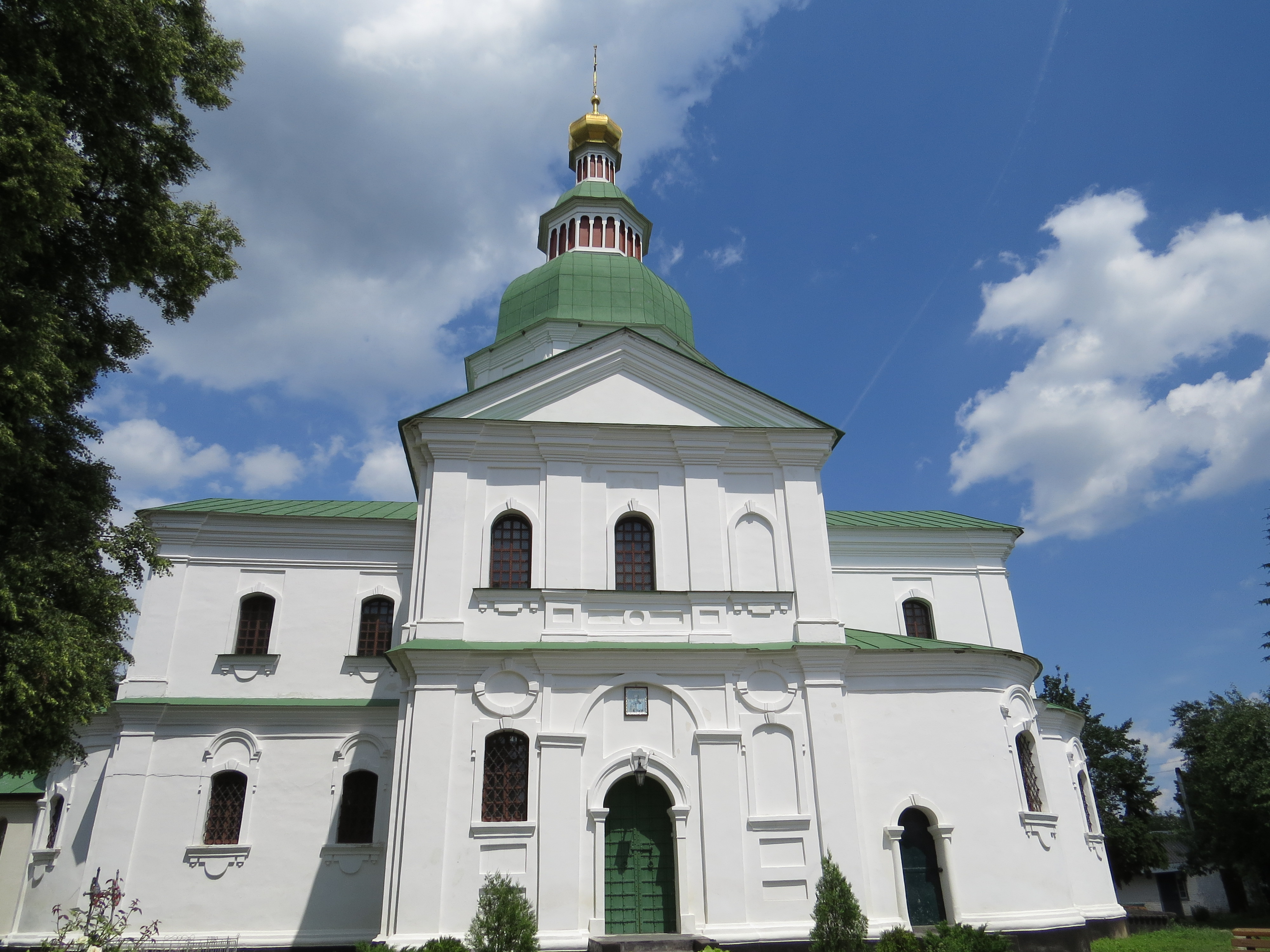
Миколаївська церква
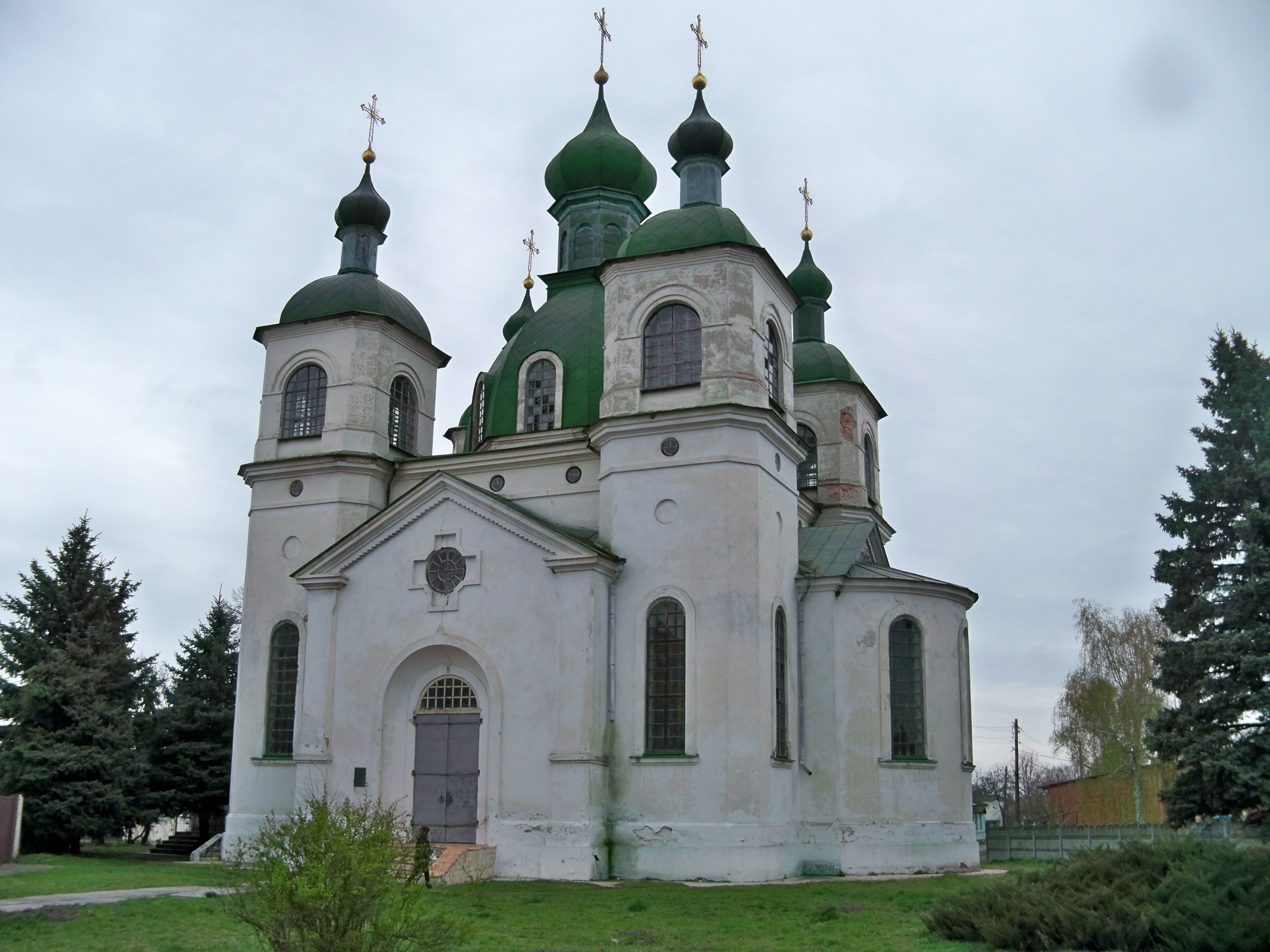
Вознесенська церква
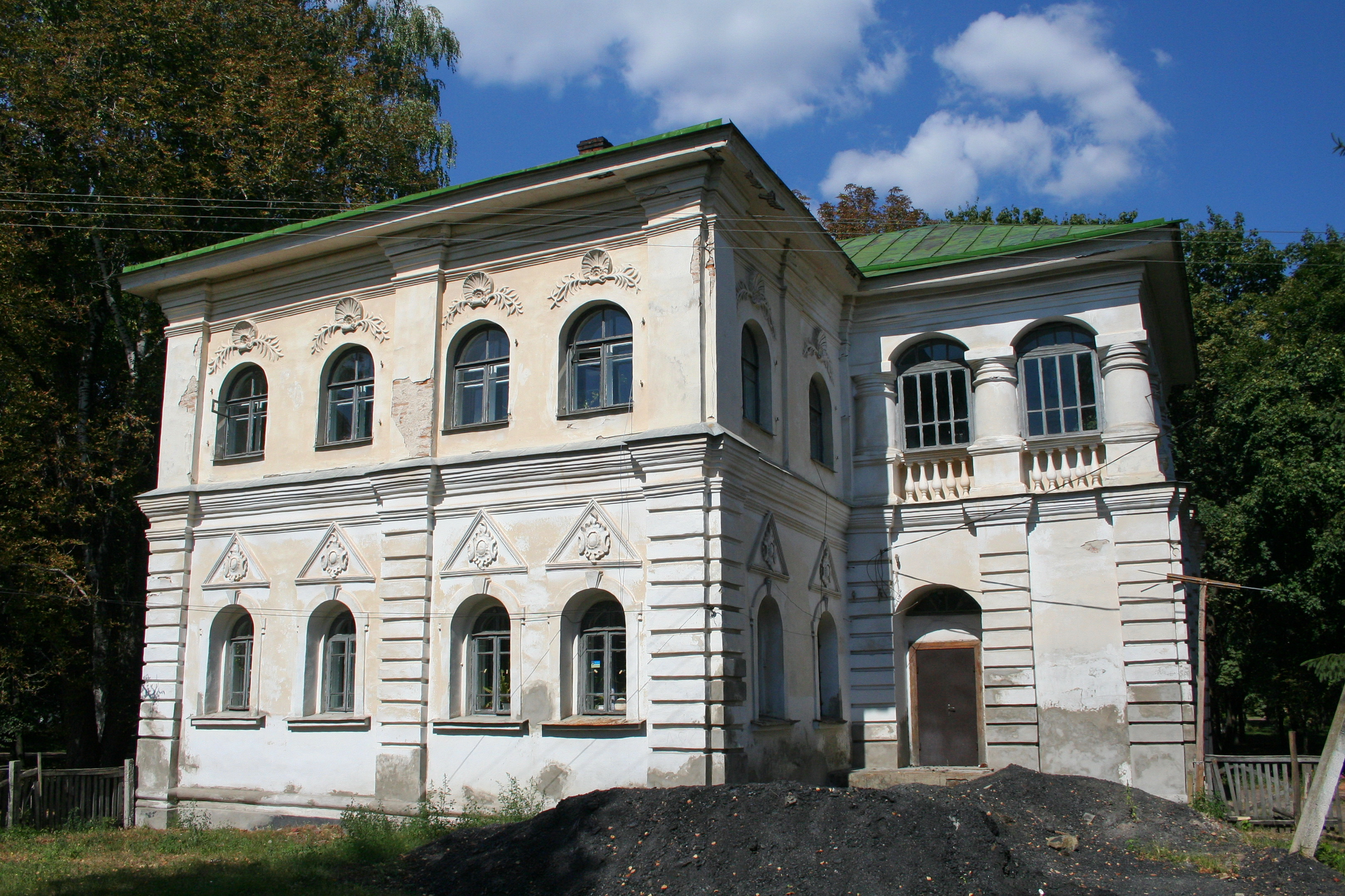
Будинок полкової канцелярії
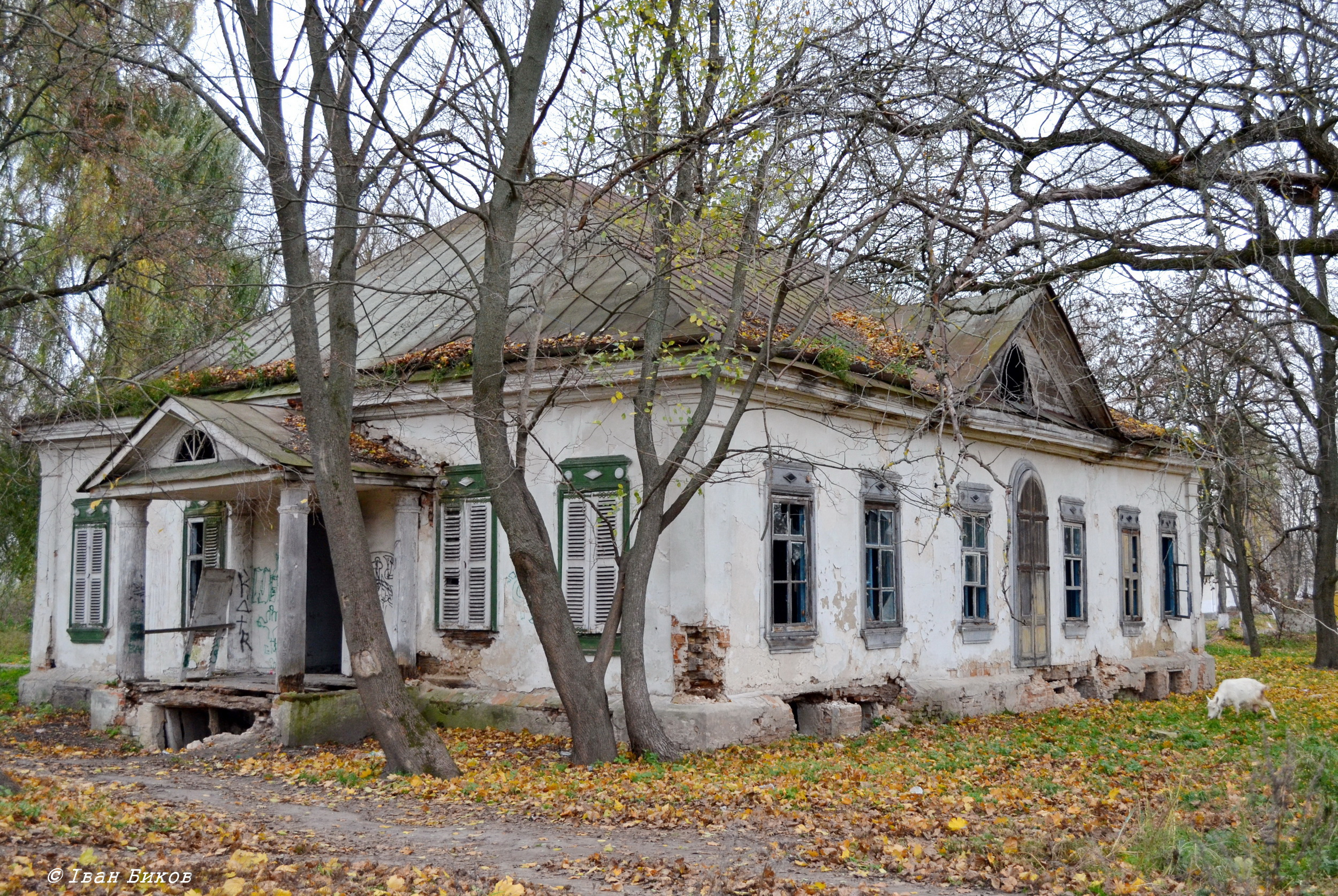
Головний будинок в Покорщині
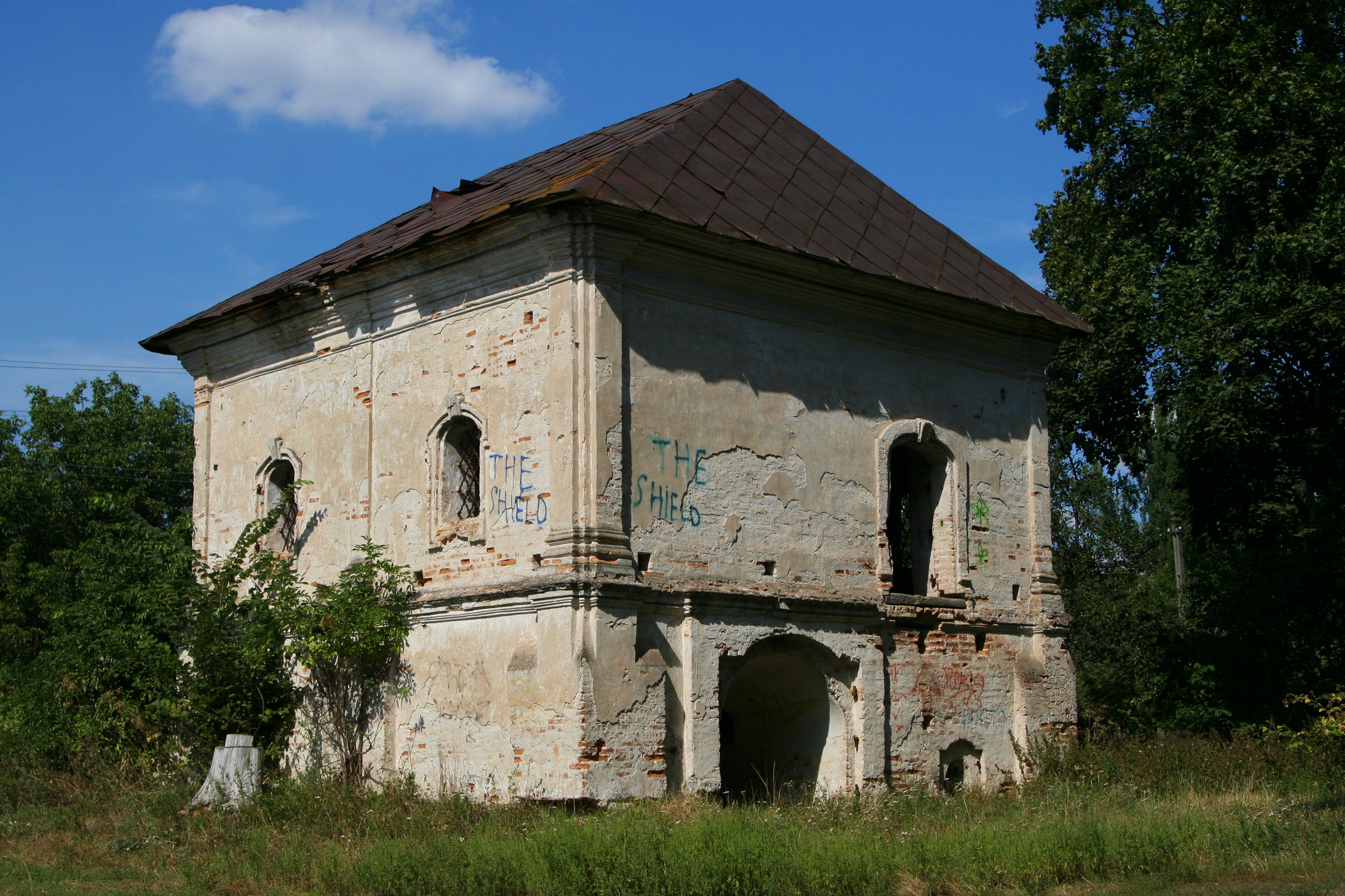
Кам'яниця Дараганів
Пам'ятник воїнам-афганцям
Центральний майдан (2008)
Міський краєвид
Погруддя Т. Г. Шевченку в центральному парку
Пам'ятний знак на шляху процесії перепоховання Т. Г. Шевченка в травні 1861 р.
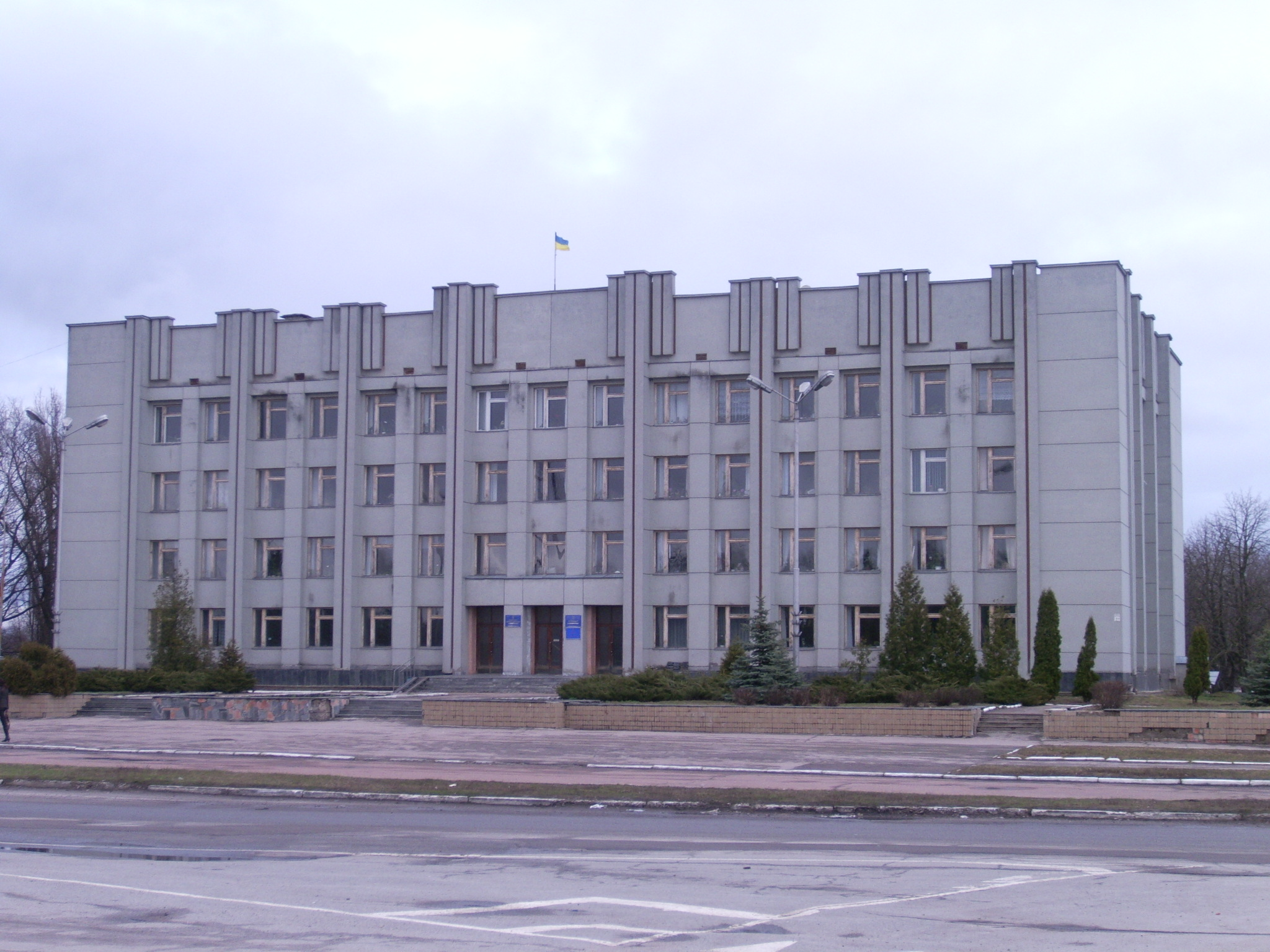
Будівля районної ради та адміністрації
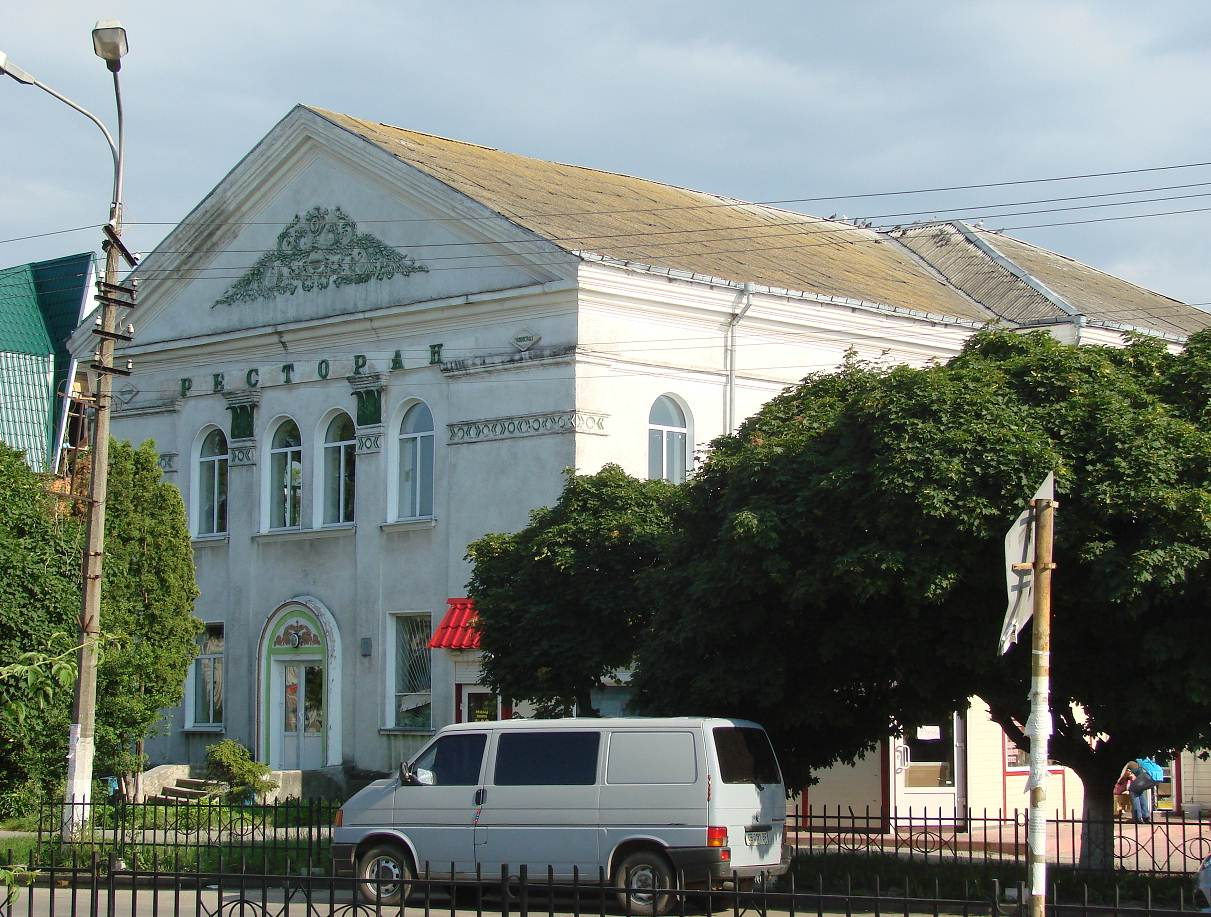
Ресторан
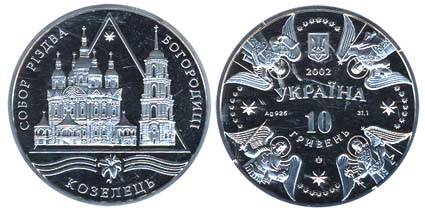
Пам'ятна монета України 10 гривень - Собор Різдва Богородиці
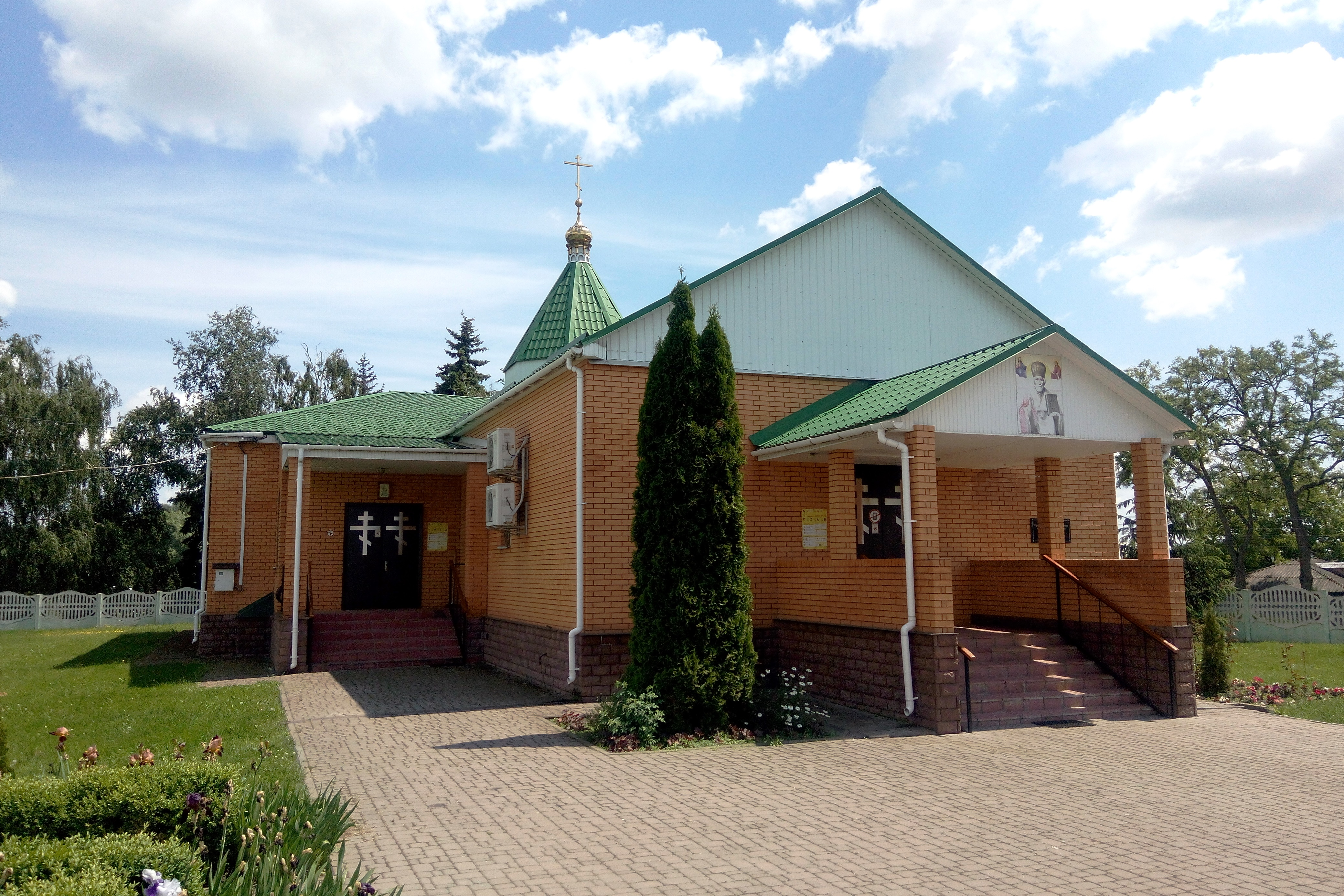
Свято-Миколаївський храм. На цьому місці була церква в якій 5 травня 1861 р. проходила панахида над прахом Тараса Шевченка, який перевозили з Петербурга до Канева
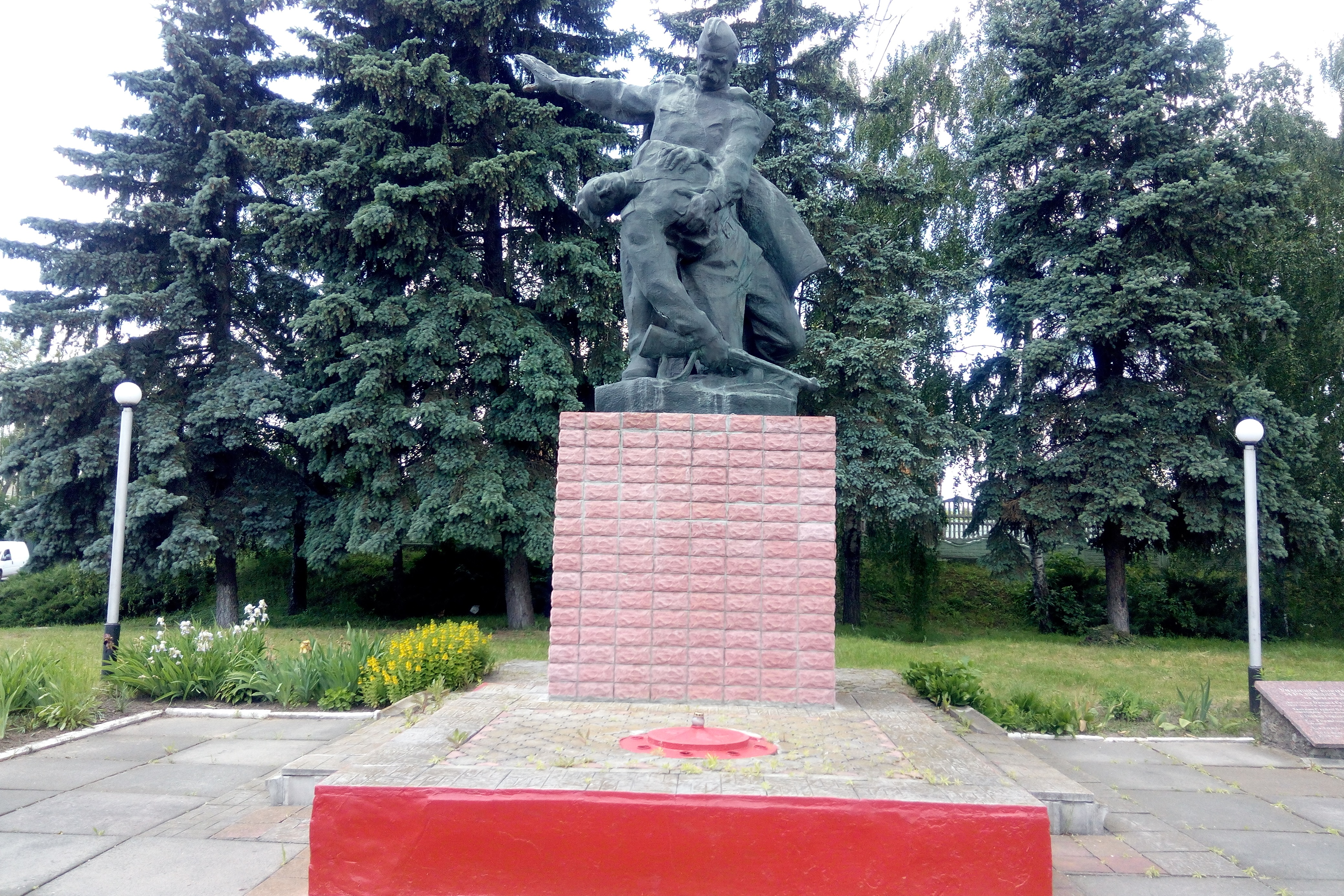
Меморіал радянським солдатам загиблим в роки Другої світової війни
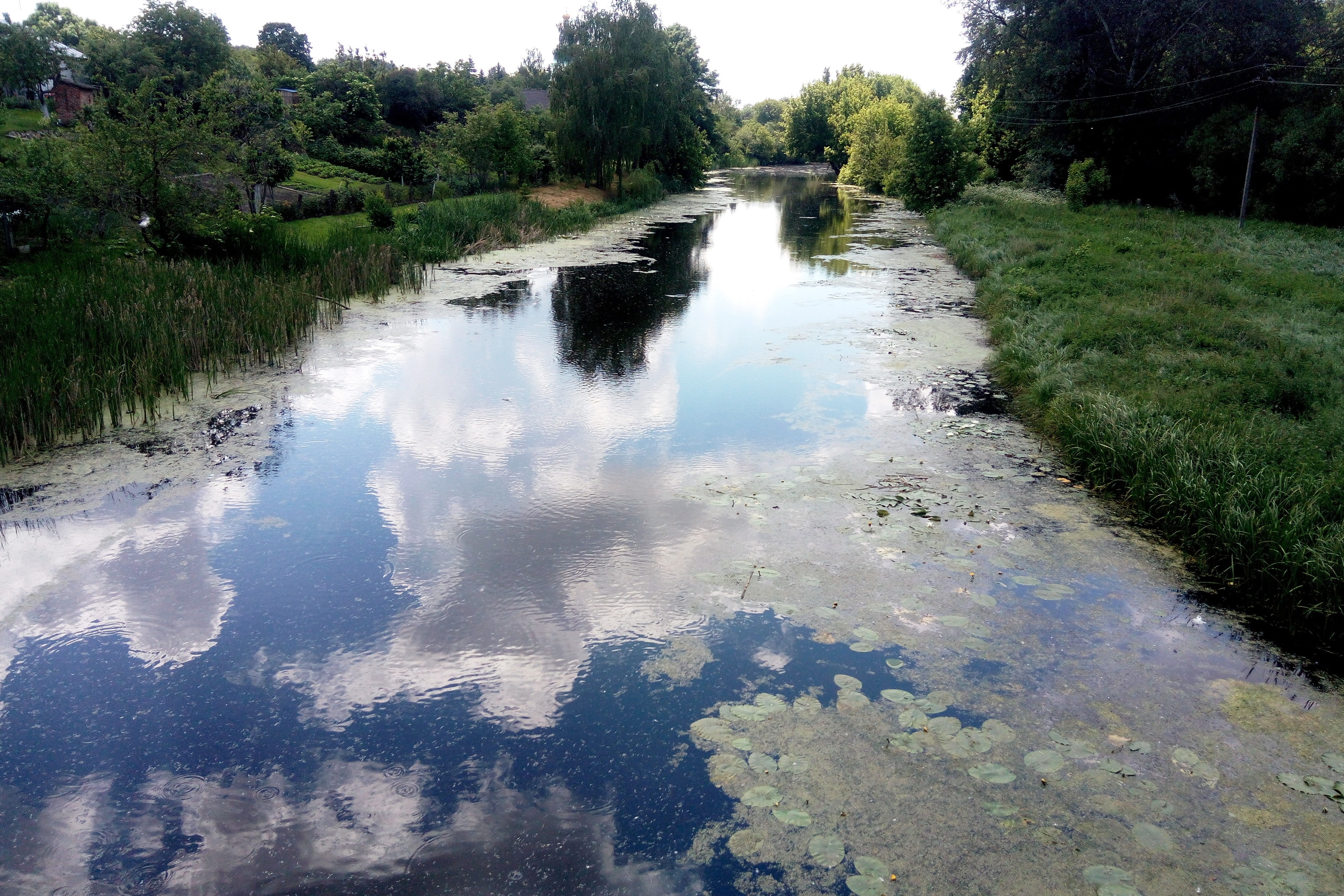
Вид на річку Остер
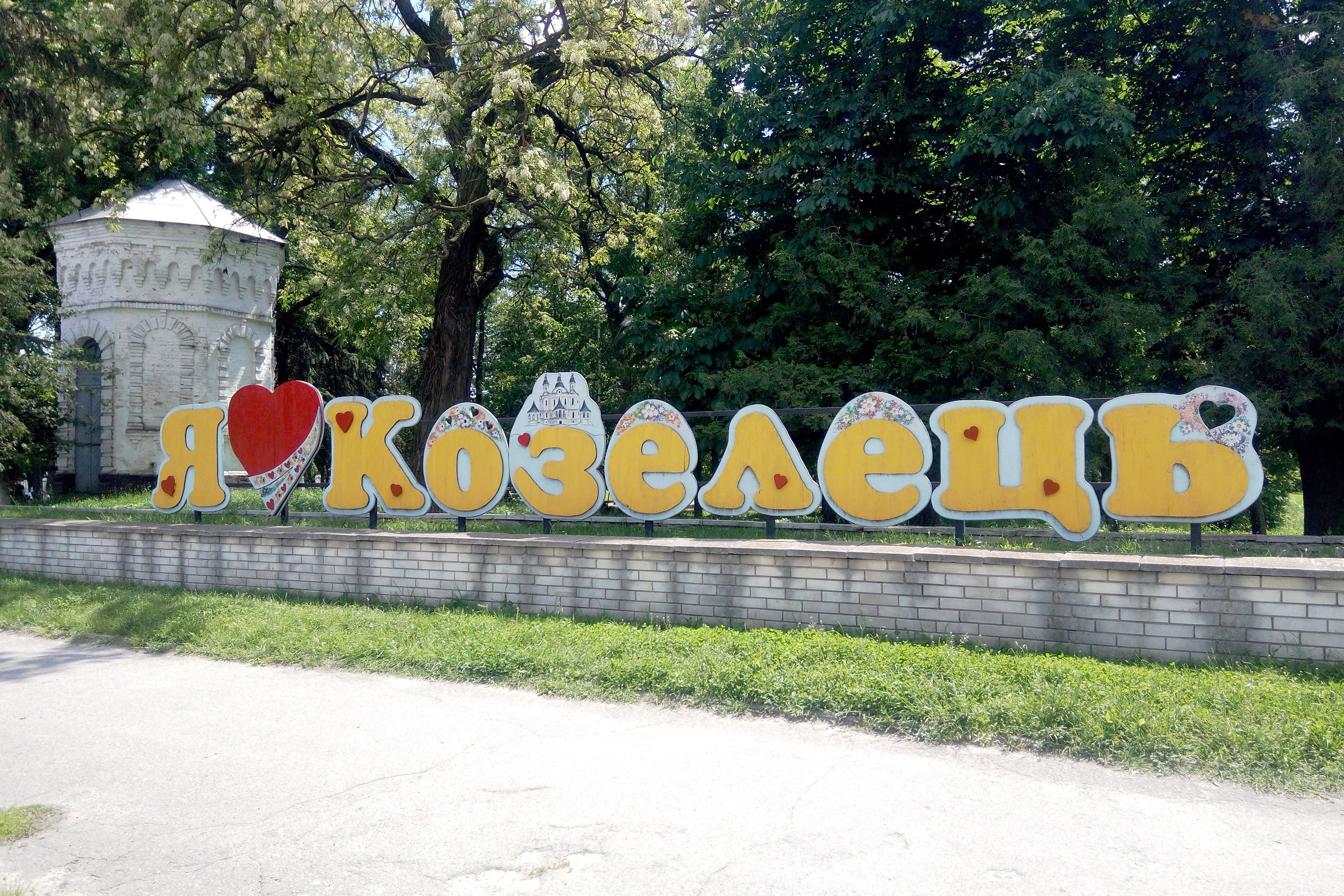
Арт-об'єкт "Я кохаю Козелець"
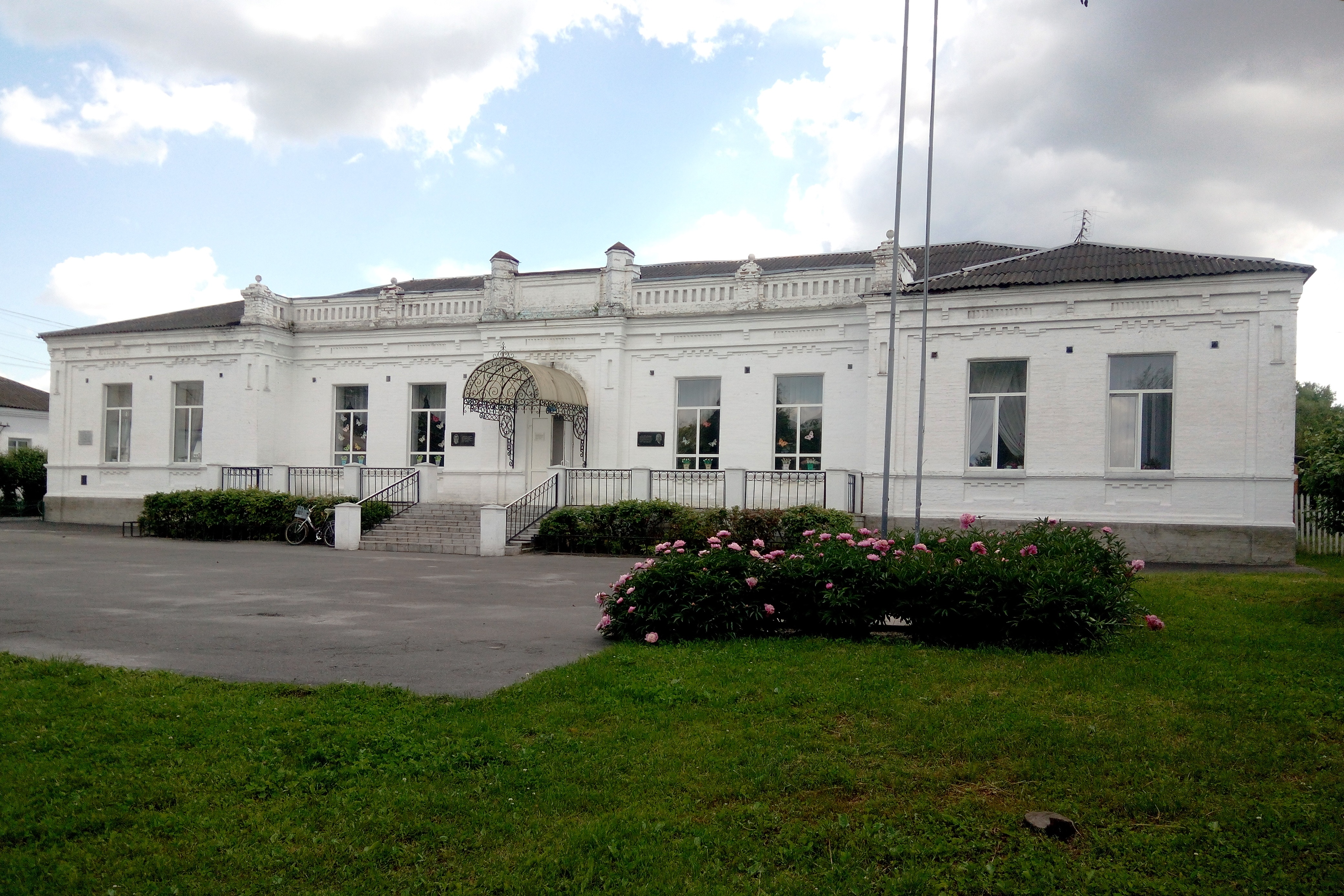
Будівля гімназії №1, де в березні 1919 р. проходив I повітовий з'їзд Рад Козелеччини
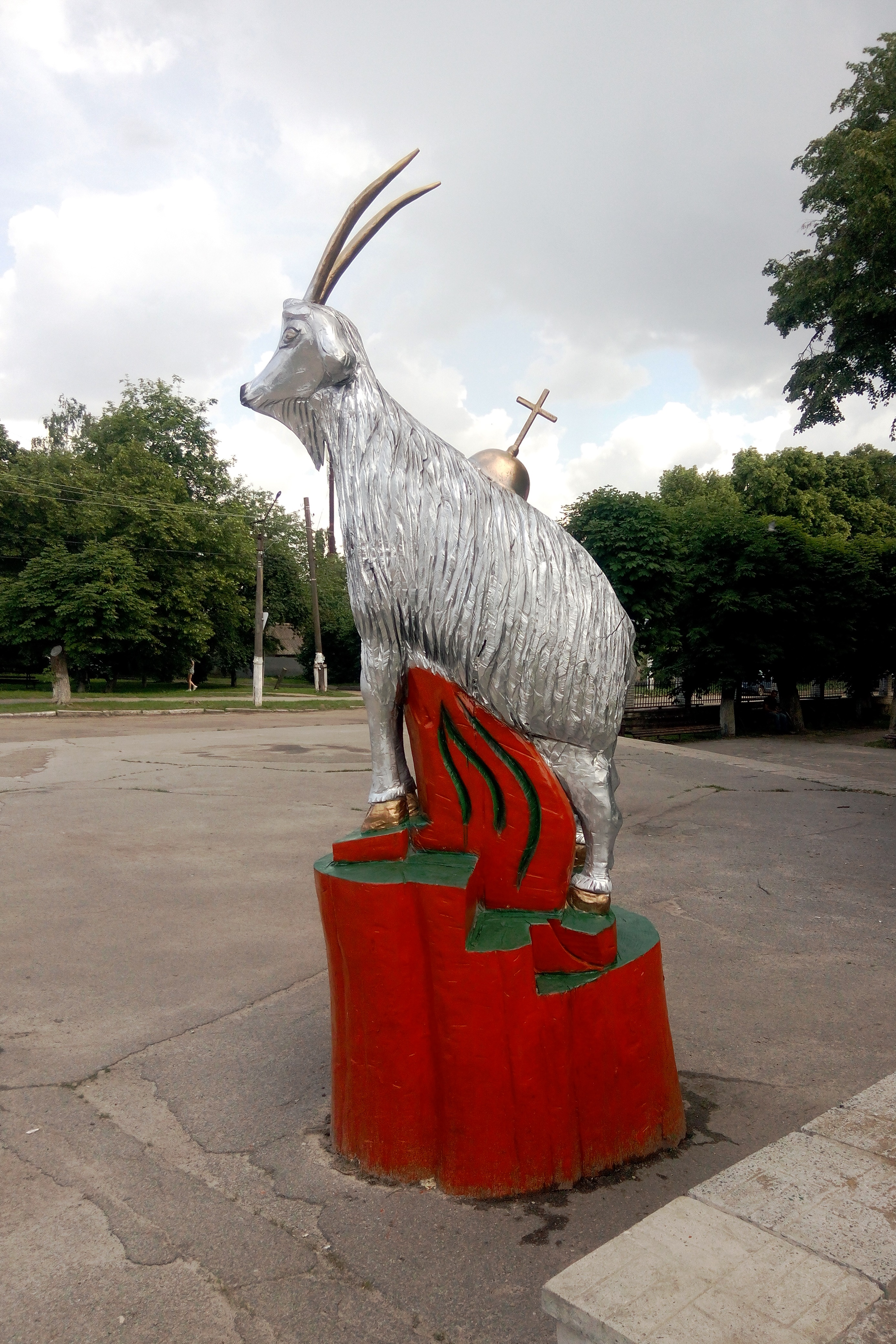
Герб Козельця - срібний козел, а на ньому золота півкуля з хрестом
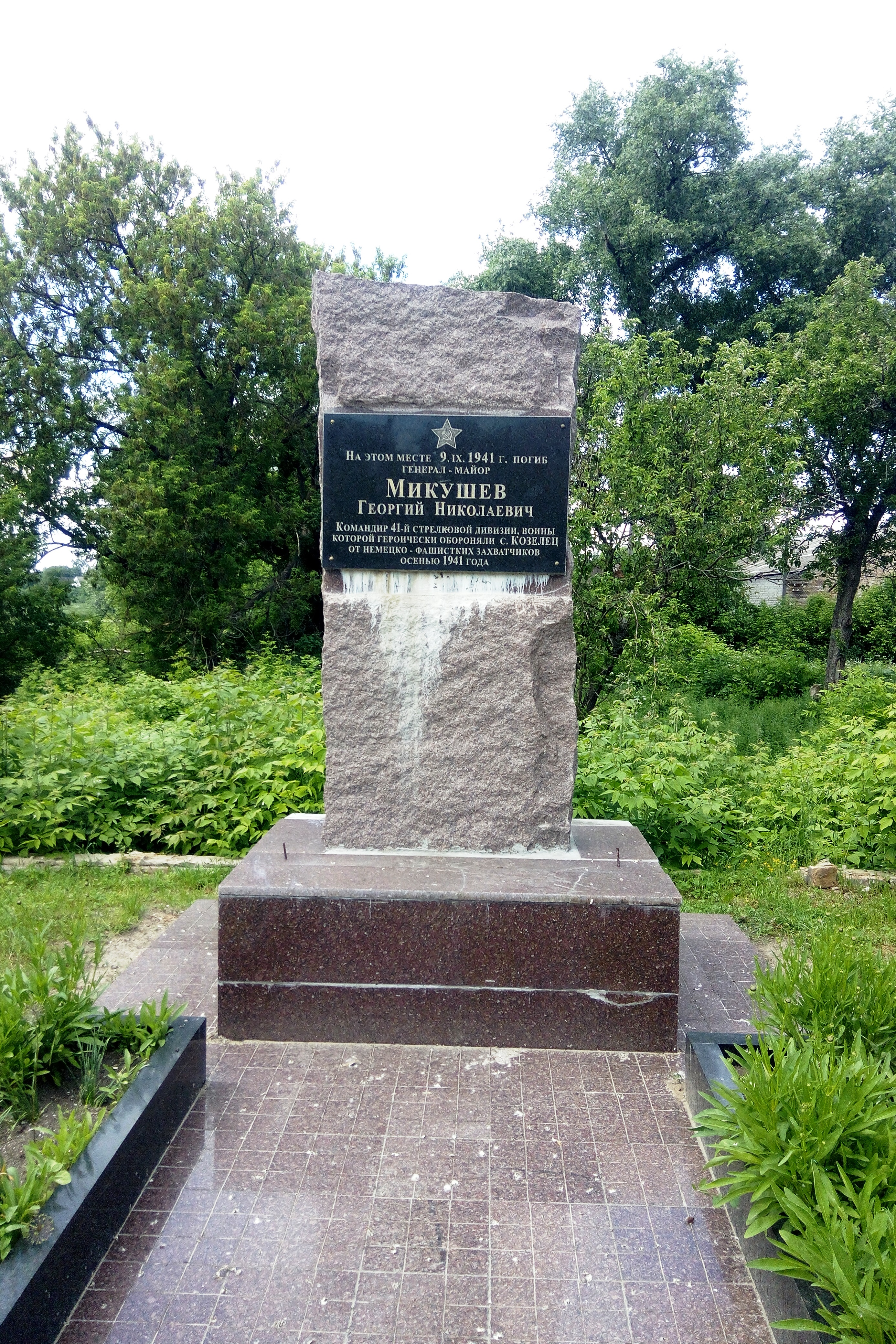
Місце загибелі генерал-майора Георгія Мікушева